# Чернатица
Чернатица е третият по размери и височина планински рид в Западните Родопи, разположен в северната им част, между долините на реките Въча и Чепеларска, на територията на области Пловдив и Смолян.
Ридът има форма на голяма, изпъкнала на запад дъга с дължина около 70 км и ширина 25 км. На изток долината на Чепеларска река го отделя от Добростански рид и Радюва планина, а на запад дълбоката проломна долина на река Въча – от Баташка планина и североизточното ѝ разклонение Равногорски рид. На юг долината на Широколъшка река го отделя от рида Мурсалица, а чрез седловината Пампорово се свързва с Переликско-Преспанския дял. На север склоновете му стръмно се спускат към Горнотракийската низина. Северната част на рида се разделят от Първенецка (Тъмръшка) река на два отделни рида – на запад Върховръшки и на изток Белочерковски.
Билото на рида е с надморска височина 1500 – 2000 м с откроени изолирани върхове: Голям Персенк (2094,5 м), Малък Персенк (2073,9 м), Модър (1991,9), Свети Илия (1705,4 м). Западните и източните му склонове са стръмни и резчленени от дълбоките долини на къси планински реки, притоци на Въча и Чепеларска река, а северните му стъпаловидно се спускат към Горнотракийската низина. Изграден е предимно от гнайси и по-малко от терциерни вулканити – риолити, а в северната периферия – от старотерциерни седименти. Отводнява се от десните притоци на Въча – Широколъшка, Лясковска, Чурековска и др., Първенецка (Тъмръшка река, десен приток на Марица) и левите притоци на Чепеларска река – Забърдовска, Ореховска, Луковица и др. В западното подножие, в района на село Михалково бликат естествено газирани минерални извори. Климатът е планински, а почвите са плитки кафяви горски. Обрасъл е дъбови, букови и иглолистни гори.
В рида Чернатица са изградени и функционират множество хижи, почивни станции, летовица и други пунктове за отмора, спорт и туризъм, природни, архитектурни и исторически забележителности.
- Хижи: „Върховръх“, „Бряновщица“, „Чурен“, „Модър“, „Равнища“, „Здравец“, „Чернатица“, „Руен“, „Бяла черква“, „Персенк“, „Кабата“, „Чудните мостове“, „Изгрев“ и други общо 17 на брой.
- Летовища: „Студенец“, „Бяла черква“.
- Манастири: Кукленски (югозападно от град Куклен), Горноводенски „Свети Кирик“ (южно от кв. Горни Воден на Асеновград), „Св. Георги Победоносец“ (южно от село Белащица), „Св. св. Петър и Павел“ (в летовище „Бяла черква“).
- Природни, архитектурни и исторически забележителности: Чудните мостове (Еркюприя), Человешката пещера (западно от село Орехово), Ситовски надпис и крепостта Щутград (северно от село Ситово, Асенова крепост (южно от Асеновград), село Косово, Момона крепост (южно от село Устина), крепостта Заград (източно от село Забърдо).
- Курорт: Нареченски минерални бани, Пампорово, Мечи чал.

В планината и по нейните склонове и подножия са разположени 5 града Асеновград, Кричим, Куклен, Перущица и Чепеларе и 39 села: Бачково, Беден, Белащица, Бойково, Брезе, Брестник, Брестовица, Върбово Гълъбово, Дедово, Добралък, Дряновец, Забърдо, Зорница, Извор, Косово, Кукувица, Лилково, Лясково (Област Пловдив), Лясково (Област Смолян), Малево, Марково, Михалково, Нареченски бани, Орехово, Осиково, Първенец, Руен, Ситово, Скобелево, Сливово, Студенец, Устина, Хвойна, Храбрино, Цар Калоян, Чурен, Широка лъка и Яврово.
Във вътрешността на рида и по източното, южното и западното му подножие преминават участъци от 3 пътя от Държавната пътна мрежа:
- По източното му подножие, по долината на Чепеларска река от Асеновград до село Проглед, на протежение от 59,3 км – участък от второкласен път № 86 Пловдив – Асеновград – Смолян – ГКПП „Рудозем“;
- По долината на Първенецка (Тамръшка река) и десният ѝ приток Лилковска река, между селата Първенец и Лилково, на протежение от 26,8 км – участък на третокласен път № 862 Пловдив – Първенец – Лилково;
- По западното и южното му подножие, по долината на река Въча и притока ѝ Широколъшка река, от село Стойките до град Кричим, на протежение от 78,9 км – участък от третокласен път № 866 Смолян – Девин – Стамболийски.

## Топографска карта
- Лист от карта K-35-61. Мащаб: 1 : 100 000.
- Лист от карта K-35-62. Мащаб: 1 : 100 000.
- Лист от карта K-35-73. Мащаб: 1 : 100 000.
- Лист от карта K-35-74. Мащаб: 1 : 100 000.